# جائزة بيير غوزمان
جائزة بيير غوزمان (بالإنجليزية:Pierre Guzman Prize) هو اسم يطلق على جائزتين، واحدة فلكية وأخرى طبية. تم تأسيس كل منهما بناءًا على وصية إيميلي كلارا غوغت (المُتوفية في 30 يونيو 1891م)، زوجة مارك غوزمان، وسميت باسم ابنها بيير غوزمان.

## جائزة بيير غوزمان في الفلك
تبلغ قيمة هذه الجائزة 100 ألف فرنك، وتُعطى لشخص نجح في التواصل مع جسم سماوي، غير المريخ، وتلقى ردًا على ذلك. وإلى أن يحدث ذلك، تسمح الإدارة أيضًا بإعطاء الفائدة المتراكمة على 100 ألف فرنك، كل خمس سنوات، للشخص الذي أحرز تقدمًا كبيرًا في علم الفلك. كانت تُمنح الجائزة من قِبَل الأكاديمية الفرنسية للعلوم. كان بيير غوزمان مهتمًا بعمل كاميل فلاماريون، مؤلف كتاب (كوكب المريخ وقابلية السكن فيه، عام 1892). تم إيقاف فكرة الاتصالات مع المريخ على وجه التحديد لأن العديد من الناس كانوا يعتقدون أن المريخ كان مأهولًا في ذلك الوقت، وأن التواصل مع هذا الكوكب لن يكون تحديًا صعبًا بما فيه الكفاية. أعلنت الأكاديمية الفرنسية للعلوم عن الجائزة في وقت لاحق في عام 1900م.
ومنحت جائزة التي تمنح كل خمس سنوات، ابتداءًا من عام 1905م، على النحو التالي:
- في ديسمبر 1905، إلى هنري جوزيف أناستاز.[4][5] كما تم منح جزء من الجائزة لويس فابري.[6][7]
- في ديسمبر 1910، إلى موريس لويوي.[8]

ادعى نيكولا تيسلا في عام 1937 أنه يجب أن يحصل على الجائزة ل «اكتشافه فيما يتعلق بنقل الطاقة بين النجوم». وقد مُنحت الجائزة لطاقم أبولو 11 في عام 1969.

## الجائزة الطبية
تبلغ قيمة تلك الجائزة مبلغًا قدره 000 50 فرنك فرنسي تمنحها الأكاديمية الفرنسية للطب، وتُعطى لشخص نجح في تطوير علاج فعال لأمراض القلب الأكثر شيوعًا. وإلى أن يحدث ذلك، فإن الإرادة تسمح أيضًا أن تعطى الفائدة المتراكمة سنويًا للشخص الذي أحرز تقدمًا في أمراض القلب..
ومنحت الجائزة السنوية للفائدة على النحو التالي:
- في عام 1903، إلى بول بيرغوغنان.[13]
- في عام 1905، إلى جيليت، مع ذكر شرف لبرايلون.[14]